# Myeloblast
Myeloblasten sind Vorläuferzellen einer bestimmten Population weißer Blutkörperchen (Leukozyten). Sie sind die ersten morphologisch identifizierbaren Zellen der Granulopoese im Knochenmarkausstrich. Sie entwickeln sich weiter zu den Promyelozyten.
Sie sind die einzigen Zellen innerhalb der weißen Reihe ohne Granulierung. Der Zellkern ist rund bis oval, die Chromatinstruktur ist retikulär und es sind deutlich abgegrenzte Nukleolen zu erkennen. Das Zytoplasma stellt sich in der Pappenheim-Färbung intensivblau bzw. violett dar, der Golgi-Apparat ist in Form einer Aufhellungszone um den Zellkern herum (perinukleär) sichtbar. Im Gegensatz zu den Proerythroblasten weisen die Myeloblasten keine Plasmaausstülpungen auf.